# Hualve

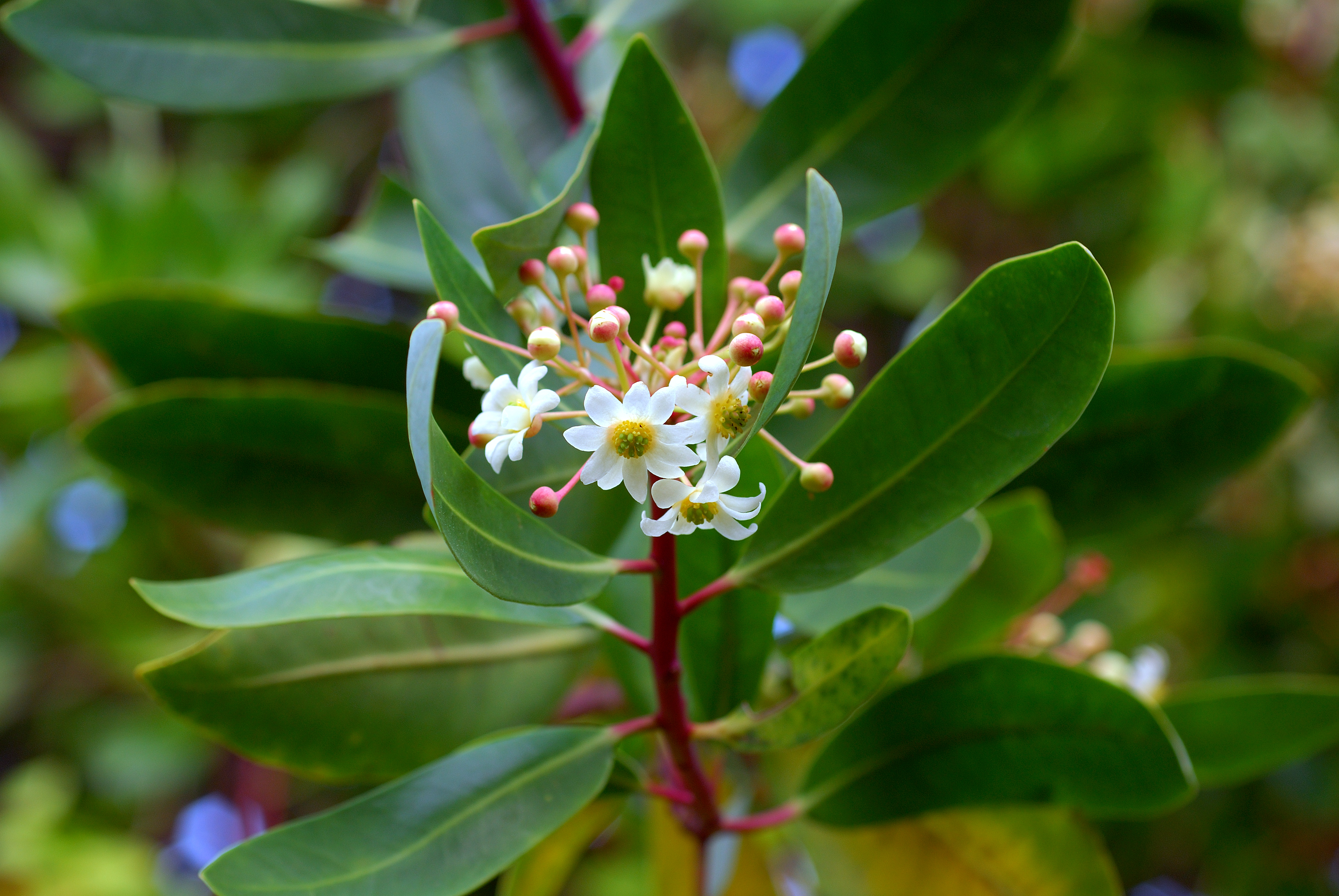
Drimys winteri

Los hualves, hualhues, walves, foyantu o pitrantos son bosques pantanosos, es decir, ecosistemas de humedal de agua dulce localizados en la ecorregión del bosque valdiviano, dominados por árboles, los cuales se encuentran inundados de manera estacional o permanente por el aporte de las precipitaciones, aguas subterráneas y/o por estar asociados a ríos o esteros y sus áreas de inundación.

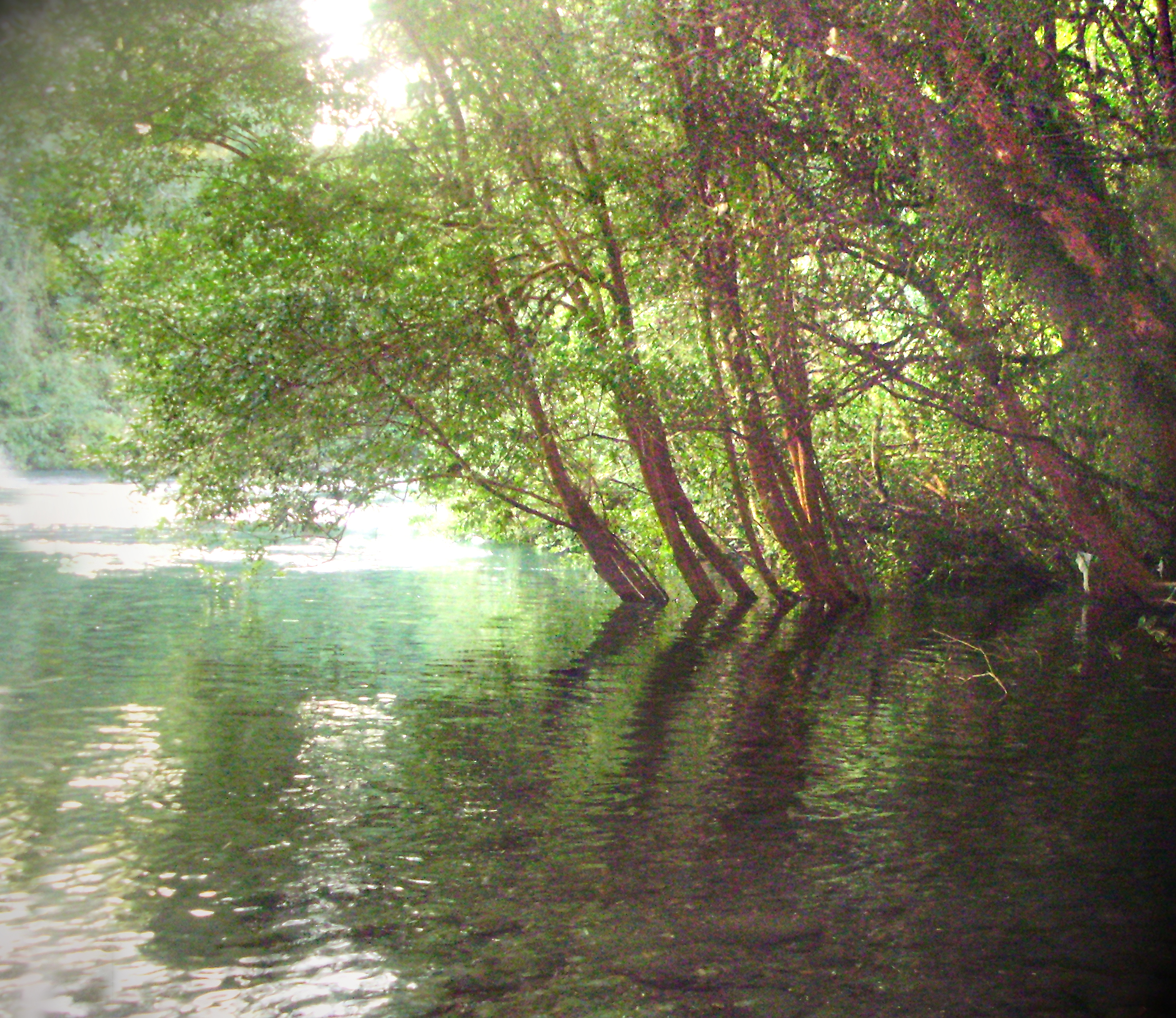
Hualve con mirtáceas semi sumergidas

La localización de estos bosques semiacuáticos en esta ecorregión se produce de forma azonal, es decir al no estar vinculados a un tipo de clima, se presentan productos de las condiciones de humedad permanente o temporal que tienen estos lugares.

## Características
Los hualves están compuestos principalmente por árboles siempreverdes, los que alcanzan una altura de 7 a 15 metros aproximadamente y son muy cerrados (cobertura densa), limitando la llegada de luz al suelo. La escasa luz y el anegamiento del suelo, el cual reduce o elimina el oxígeno del suelo disponible para las raíces, determina que pocas especies de plantas habiten al interior de estos bosques, y a su vez genera que los troncos de estos árboles crezcan con formas no lineales de manera lenta.
Los árboles que componen este ecosistema en Chile comparten una característica clave: una gran tolerancia a la humedad y anegación. Esto hace que las especies presentes sean limitadas. Todas son plantas siempreverdes, dentro de las se encuentra la pitra (Myrceugenia exsucca), el temu (Blepharocalyx cruckshanksii), el chequén (Luma chequen), el arrayán (Luma apiculata), el chin-chin (Myrceugenia ovata) y el canelo (Drimys winteri). Entre todas estas especies, la más tolerante al agua es la pitra, la cual puede crecer casi completamente sumergida bajo agua en lagunas y bordes ribereños.
Se distribuyen entre Coquimbo y Puerto Montt (29°54׳41°38-׳ S) a través de la depresión central, cordillera de la Costa, a mediana altura en la cordillera de los Andes, y en la isla de Chiloé (41°00׳42°30-׳ S).

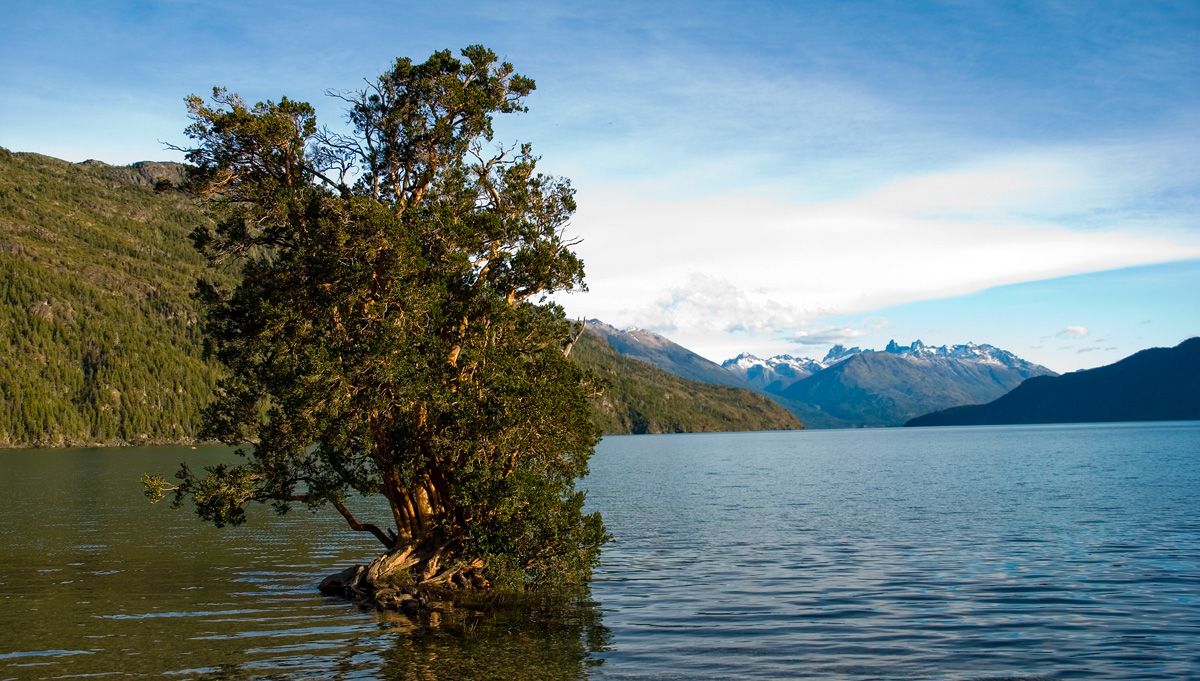
Arrayán (Luma apiculata) en el Lago Puelo, Chubut

## Estado de conservación
Los hualves presentan un estado de conservación en peligro, puesto que son constantemente objetos de drenaje para la agricultura y la ganadería, así como sus especies vegetales leñosas suelen ser taladas para leña por las poblaciones locales.
Estas actividades (ganadería y forestería) se ven fortalecidas por programas estatales para “recuperar” terrenos para la agricultura y silvicultura, como el Sistema de Incentivo para la Recuperación de Suelos Degradados (SIRDS).

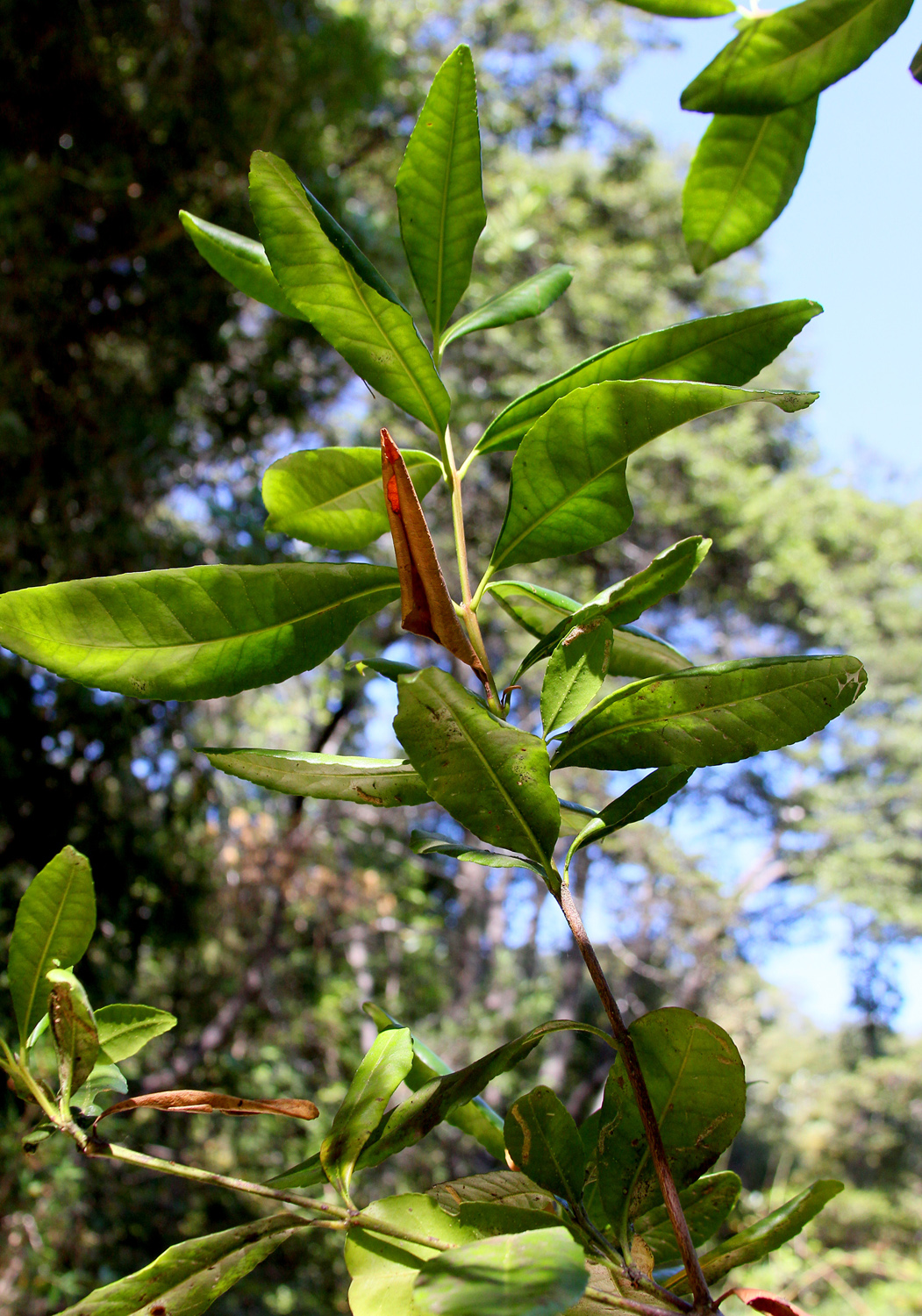
Pitao

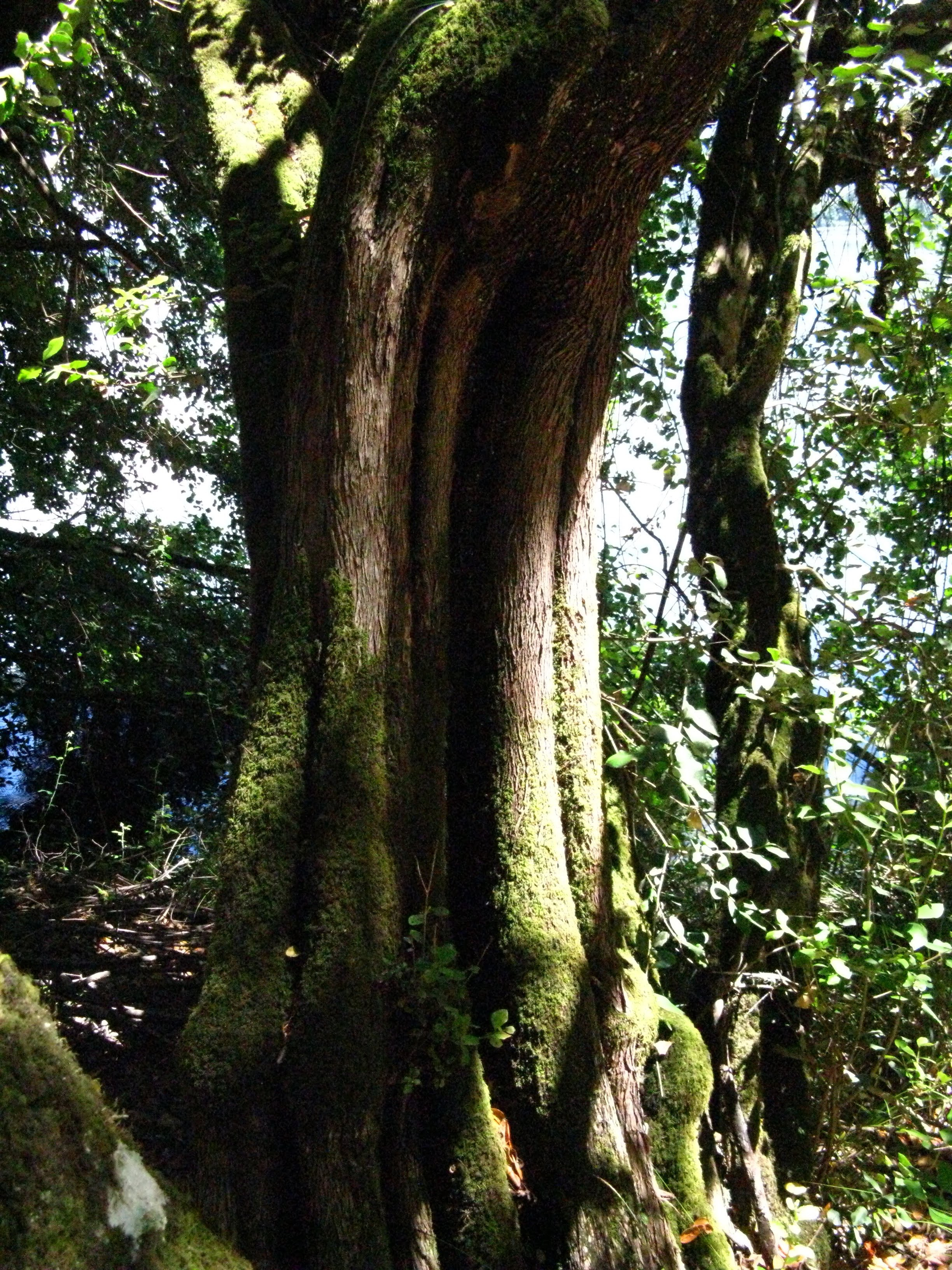
Detalle del tronco de un pitao sobre el río Biobio.

## Importancia cultural
Para los mapuche, algunos walve son considerados menoko, humedales sagrados donde se presentan abundantes energías (newen) y resguardados por un ngenko (espíritu del agua).

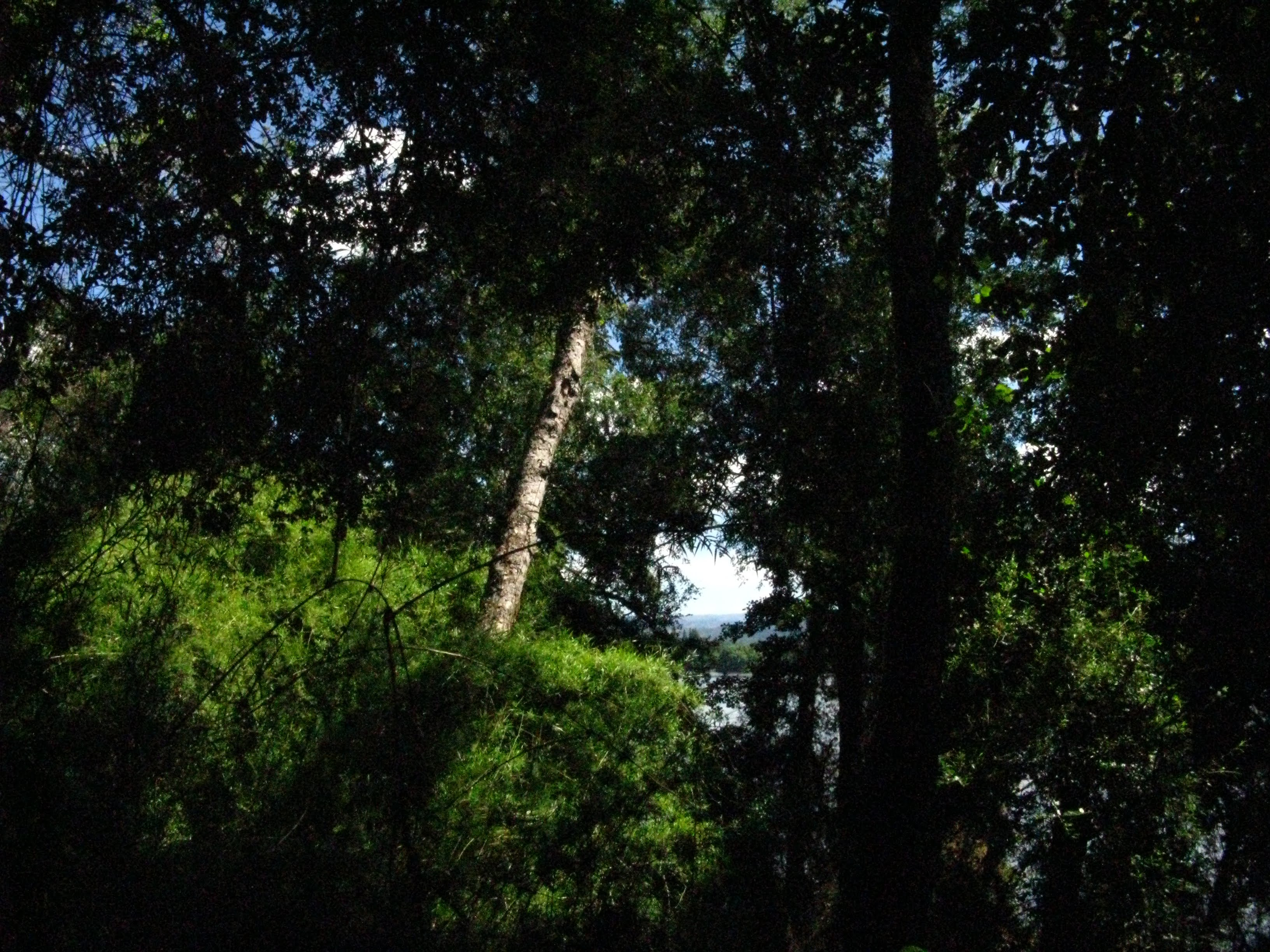
Hualve del Río Biobio, uno de los últimos relictos de este en la Provincia de Concepción.